# گورستان تک درخت
قبرستان تک درخت مربوط به دوران‌های تاریخی پس از اسلام است و در شهرستان بوئین‌زهرا، بخش اّبگرم، روستای میلاق واقع شده و این اثر در تاریخ ۲۵ اسفند ۱۳۸۰ با شمارهٔ ثبت ۵۵۲۷ به‌عنوان یکی از آثار ملی ایران به ثبت رسیده است.